# Fender Coronado
A Fender Coronado egy teljesen üreges testű jazzgitár, melyet az amerikai Fender hangszercég készített 1966-tól. A modell sok Fendertől idegen jegyet hordoz magán, amit tervezőjével magyarázhatunk: Roger Rossmeisl hangszerész ugyanis korábban a Rickenbackernek készített gitárokat.
A Coronado érdekessége, hogy teste valóban üreges fából készült, tehát a fedlap alatt nincs semmiféle tömörfa berakás. A fedlap nitrocellulóz lakkal kezelt, és két f-lyuk található rajta.
A Coronado összesen három változatban készült:
- Coronado I: Egy hangszedő a nyaknál, hangerő és hangszínszabályzó, kör alakú pozíciójelölő berakások.
- Coronado II (a képen): Két ikertekercses hangszedő 3-állású kapcsolóval (nyak, láb és osztott állás), két-két hangerő/hangszínszabályzóval. A nyakon block berakások. Opcionális tremolós húrláb.
- Coronado XII: 12 húros, két ikertekercses hangszedővel. Specifikációja ezen felül megegyezik a Colorado II modellváltozattal.

## Külső hivatkozások
- The Fender Coronado Pages
- HarmonyCentral – Fender Coronado